# Ambassade d'Algérie au Canada
L'ambassade d'Algérie au Canada est la représentation diplomatique de la République algérienne démocratique et populaire auprès du Canada. Elle est située à Ottawa, la capitale du pays. Son ambassadeur est Noureddine Sidi Abed, depuis 2024.

## Histoire

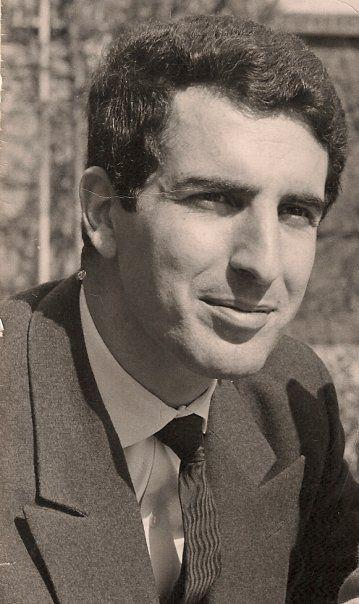
Chérif Guellal

Après la reconnaissance de l'indépendance de l’Algérie par le Canada en 1962, les deux pays établissent des relations diplomatiques en 1964. C'est alors l'ambassade d'Algérie aux États-Unis à Washington qui représente également les intérêts du pays auprès du Canada. Le premier ambassadeur est Chérif Guellal, jusqu'en 1967.
L'Algérie ouvre son ambassade à Ottawa en 1968. Des commissions mixtes sont également établies entre les deux pays à partir de 1980.

## Bâtiment
La villa abritant l'ambassade est située au 500 rue Wilbrod à Ottawa. Elle a été construite en 1901 par l'architecte John Watts pour l'entrepreneur du bois J.R. Booth. Elle est devenue propriété de l'Algérie en 2002.

## Ambassadeurs d'Algérie Au Canada
| Ambassadeur             | Nomination         | Nomination | Remise des lettres de créance | Remise des lettres de créance | Fin de mission  | Fin de mission |
| ----------------------- | ------------------ | ---------- | ----------------------------- | ----------------------------- | --------------- | -------------- |
| Chérif Guellal          | 1964               |            |                               |                               | juin 1967       |                |
| Djamel-Eddine Houhou    | 1971               |            |                               |                               | 1974            |                |
| Mohamed Salah Dembri    | 1982               |            |                               |                               | 1984            |                |
| Abdelouahab Abada       | 1er septembre 1984 |            |                               |                               |                 |                |
| Youcef Yousfi           | 2001               |            |                               |                               | 2005            |                |
| Smail Benamara          | 2006               |            |                               |                               | 2015            |                |
| Hocine Meghar           | 2015               |            | 31 mars 2015                  | [ 5 ]                         |                 |                |
| Larbi El Hadj Ali       | 2020               |            | 13 octobre 2020               | [ 6 ]                         | 31 octobre 2021 |                |
| Noureddine Bardad-Daïdj | novembre 2021      |            | 27 avril 2022                 | [ 8 ]                         | 2024            |                |
| Noureddine Sidi Abed    | 2024               |            | 20 février 2024               | [ 9 ]                         | en fonction     |                |

## Consulats

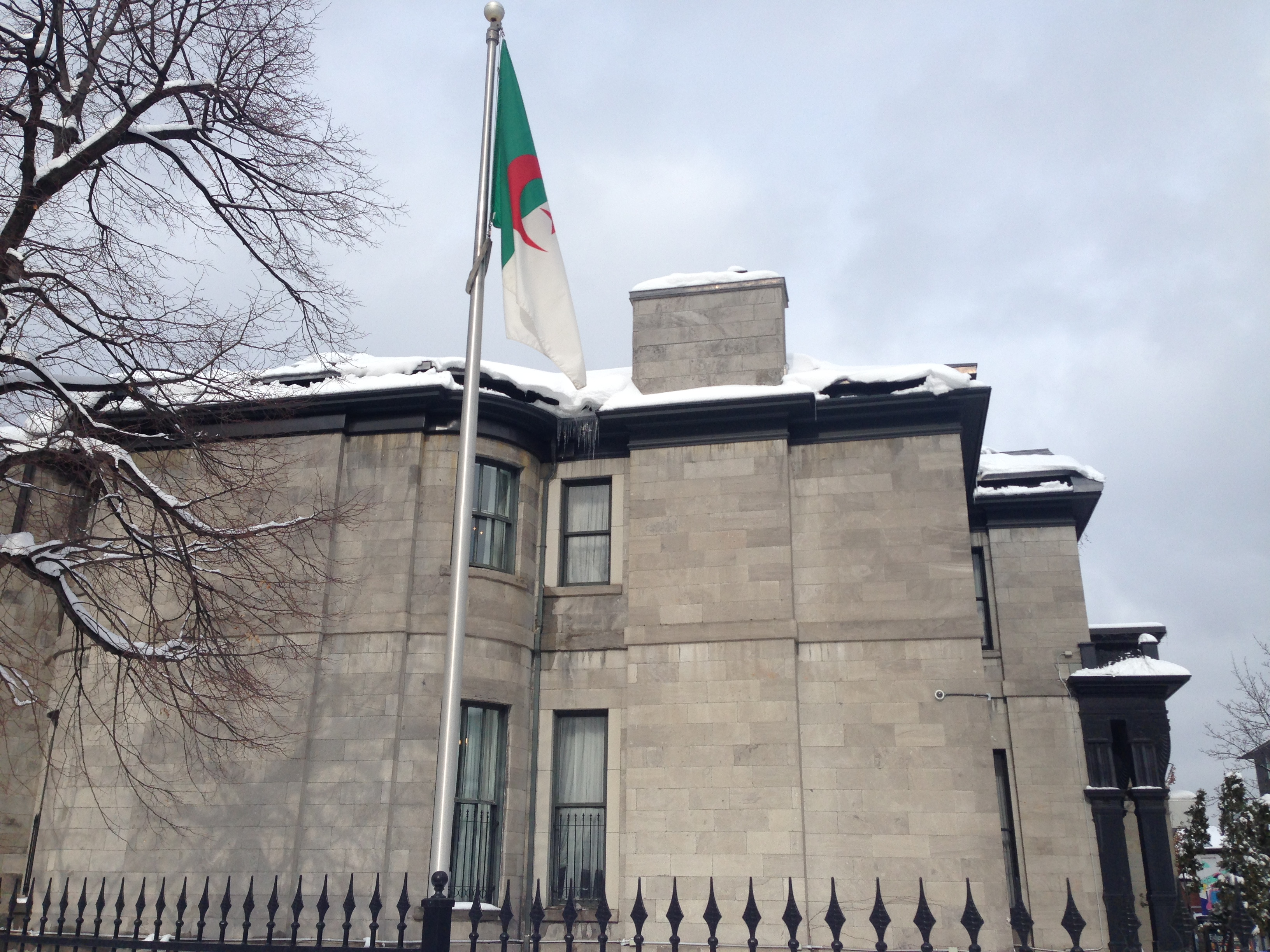
Consulat d'Algérie à Montréal

Un consulat général d'Algérie au Canada est situé dans la ville de Montréal au 3415, rue St-Urbain.

### Communauté algérienne au Canada
La communauté algérienne a commencé son installation avant l'indépendance. En 1962, il n'y avait, selon le ministère des Communautés culturelles et de l'Immigration québécois, qu'environ 400 Algériens présents sur le sol canadien. L'émigration algérienne est extrêmement faible en égard à l'importance des arrivées au Canada. Mais elle a évolue depuis 2006.

## Activité culturelle

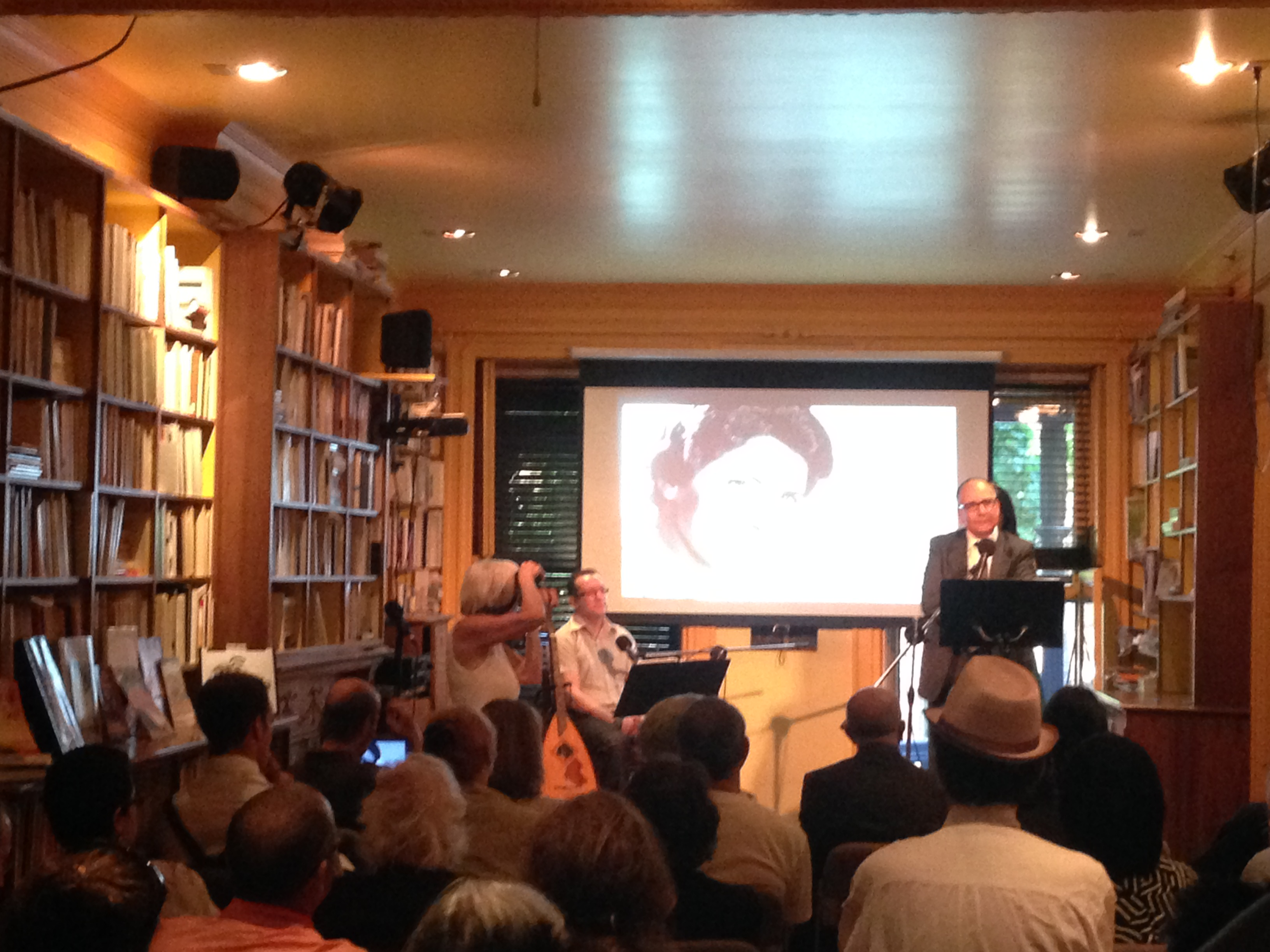
Hocine Meghar, lors de la Journée en hommage à Assia Djebar à Montréal.

La première édition de la journée Assia Djebar a été instaurée à Montréal le 18 juin 2016, en présence de l'ambassadeur d'Algérie au Canada, Hocine Meghar. 